# Oxychilus basajauna
Oxychilus basajauna é uma espécie de gastrópode  da família Oxychilidae.
É endémica de Espanha.